# Увеални тракт
Увеални тракт или увеа (лат.  uva = грожђе) средњи је слој ока. Ова пигментирана  средина која лежи испод белог дела ока ( склерe)  састоји се од три концентрична слоја шаренице или дужице (обојеног дела ока између рожњаче и сочива, чији се округли, централни отвор назива зеница), цилијарног тела (кружне структура која је продужетак шаренице) и жилнице или хороидее (слоја крвних судова и везивног ткива између беоњаче ока и мрежњаче на задњем делу ока, која снабдева хранљивим материјама унутрашње делове ока).
Ове структуре контролишу многе функције ока, укључујући прилагођавање различитим нивоима светлости или удаљеностима објеката. Запаљење једне или више ових структура назива се увеитис.

## Назив
Увеа је првобитно средњовековни латински термин који потиче од латинске речи uva (грожђе) и односи се на његов изглед попут грожђа (црвенкасто-плаве или скоро црне боје, набораног изглед и величине и облика налик грожђу када се нетакнуто извади из мртвог ока ). У ствари, то је делимичан превод позајмљеног старогрчког израза horioid ,,што буквално значи „покривач налик грожђу“.  Његова употреба као технички термин за део ока је древна, и односио се само на судовњачу.
Од осталих назива користе се  увеални слој - увеална туника - васкуларни очни слој - васкуларна туника.

## Анатомија и хистологија
Увеални тракт  је васкуларни средњи слој ока, обично се дели на три области, од напред према назад, којечини дужица (лат. iris), стакласто тело (лат. corpus ciliare) и жилница (лат. chorioidea).  Ове три компоненте су континуалне једна са другом и имају отвор напред, зеницу, а позади хороидеу или жилницу, изузев што је дефицитаран на каналу оптичког нерва. Увеални тракт је аналоган васкуларном пиа-арахноиду мозга и оптичког нерва, са којим анастомозира на глави оптичког нерва.
Највећи део увее, протеже се од ора серата до оптичког нерва. Причвршћује се за склеру тракама везивног ткива и посебно позади бројним крвним судовима и нервима који улазе у жилнице из склере. Мале количине хороидалног ткива могу се проширити у склералне канале кроз које цилијарни судови и нерви улазе у око. 

### Васкуларизација
Главна функција увеалног апарата је да храни спољашњу половину мрежњаче. Снабдевају га гране задњих и предњих цилијарних судова који потичу из офталмичке артерије а дренирају их притоке четири или више вртложних вена које се прво уливају у орбиталне офталмичке вене а потом у горњу орбиталну фисуру и кавернозни синус. 

### Хистологија
Хистолошки, жилница открива четири слоја:
- Ламина фуска ( lamina fusca),  прелазна је зона између склере и хороидее. Састоји се од деликатне мреже еластичних влакана , фиброцита и меланоцита , кроз које пролази дуги задњи цилијарни нерав и крвни суд.
- Строма хороидее, садржи веће артерије и вене. Ови крвни судови нису фенестрирани.
- Хориокапилари, високо су васкуларизован слој жилнице који и обезбеђује исхрану пигментног епитела ретине и спољашњих слојева ретине (фоторецепторске ћелије и спољашњи плексиформне слојеве). Има фино пегав изглед и да је распоређен у полигоналне структуре које би могле бити повезане са кластерима хориокапиларних лобула пречника 200 до 250 µм и дебљине приближно 20 µм са централним артериоларним доводом и низом дренажних венуола.[5]  Ендотелне ћелије које облажу хориокапиларе су су фенестриране и спојене.
- Брукова мембрана, која се може поделити на пет компоненти: базална мембрана пигментног епитела мрежњаче, унутрашња колагена зона, еластични слој, спољашња колагена зона и базална мембрана ендотела хориокапилара.

## Функција
Главне функције увеалног тракта као посбен анатомске јединице су:
Исхрана и размена гасова
Увеални крвни судови директно прокрвљују цилијарно тело и шареницу, да би подржали њихове метаболичке потребе, и индиректно снабдевају дифузиом хранљивим материјама рожњачу, мрежњачу, склеру и очно сочиво, којима недостаје унутрашње снабдевање крвљу (јер немају суседне крвне судове и оксигенишу се директном разменом гасова са околином.)
Апсорпција светлости
Увеа побољшава контраст слике мрежњаче тако што смањује рефлектовану светлост унутар ока (аналогно црној боји унутар камере), а такође апсорбује спољашњу светлост која се преноси кроз склеру, која није потпуно непрозирна.
Посебне функције
Од посебног значаја су функције које укључују: лучење очне водице цилијарним процесима, контрола акомодације (фокуса) цилијарног тела и оптимизација осветљења ретине контролом шаренице и зенице. Многе од ових функција су под контролом аутономног нервног система.

## Значај
Како је најваскуларније ткиво у оку увеаа укључена у патофизиологију разних очних болести отуда и проистиче значај појединих обољења ока која могу резултовати губитком вида.